# Candidaturas a los Juegos Olímpicos de 2036

Los Juegos Olímpicos de Verano de 2036, conocidos oficialmente como los Juegos de la XXXVI Olimpiada, son un futuro evento multideportivo internacional.

## Proceso de licitación
El nuevo proceso de candidatura del COI fue aprobado en la 134.ª sesión del COI el 24 de junio de 2019 en Lausana, Suiza. Las propuestas clave, guiadas por las recomendaciones pertinentes de la Agenda Olímpica 2020, son:
- Establecer un diálogo permanente y continuo para explorar y despertar interés entre ciudades/regiones/países y Comités Olímpicos Nacionales por cualquier evento olímpico.
- Crear dos Comisiones de Futuros Anfitriones (Juegos de Verano y de Invierno) para supervisar el interés en futuros eventos olímpicos e informar a la junta ejecutiva del COI.
- Dar más influencia a la Sesión del COI haciendo que miembros no ejecutivos de la junta formen parte de las futuras comisiones anfitrionas.

El COI también modificó la Carta Olímpica, aumentando su flexibilidad al eliminar el plazo de elección previo de siete años antes de la celebración de los juegos; y cambiar la sede de una sola ciudad/región/país a múltiples ciudades, regiones o países.
El cambio en el proceso de licitación fue criticado por miembros de la candidatura alemana como "incomprensible" y difícil de superar "en términos de falta de transparencia". 

### Etapas del diálogo
De acuerdo con los términos de referencia de la Comisión del Futuro Anfitrión con respecto a las reglas de conducta, el nuevo sistema de licitación del COI se divide en 2 etapas de diálogo que son: 
- Diálogo continuo: discusiones sin compromiso entre el COI y las partes interesadas (ciudad/región/país/CON interesados en albergar) sobre la organización de futuros eventos olímpicos.
- Diálogo específico: debates específicos con una o más partes interesadas (llamadas anfitriones preferidos), según las instrucciones de la Junta Ejecutiva del COI.

## Ofertas confirmadas
- Nusantara (Indonesia)[5]
- Estambul (Turquía)[6]
- Ahmedabad (India)[7]
- Santiago de Chile (Chile)[8]

## Ofertas potenciales
- Nueva Capital Administrativa (Egipto)[9]
- Jeolla del Norte (Corea del Sur)[10][11]
- Chengdu-Chongquing (República Popular China)[12]
- Doha (Catar)[13][14]
- Riad (Arabia Saudí)[15]
- Budapest (Hungría)[16]
- Florencia-Bolonia (Italia)[17]
- Copenhague (Dinamarca)[18]
- Toronto-Montreal (Canadá)[19]

## Ofertas canceladas o rechazadas
- Madrid (España)[20]
- Odesa (Ucrania)[21]
- Londres (Reino Unido)[22]
- Polonia (no se llegó a especificar ciudad)[23]
- Berlín (Alemania)[24]
- Ciudad de México, Guadalajara, Monterrey y/o Tijuana (México)[25]